# Northern Dancer
Northern Dancer (* 27. Mai 1961 von Nearctic aus der Natalma (von Native Dancer); † 16. November 1990), Züchter E. P. Taylor in Kanada, war eines der besten Galopprennpferde aller Zeiten.

## Rennlaufbahn
Von 18 Rennen gewann Northern Dancer 14, darunter das Kentucky Derby und die Preakness Stakes, wurde zweimal Zweiter und zweimal Dritter. Bei seinem ersten Sieg wurde er von Ron Turcotte geritten, später wurde sein ständiger Jockey Bill Hartack.

## Zuchtlaufbahn
Im Anschluss an seine Rennkarriere wird er einer der begehrtesten Deckhengste in der Vollblutzucht. Er zeugte 146 Rennsieger. Seine Nachkommen – nicht nur die Söhne und Töchter, sondern auch die nachfolgenden Generationen, wie der Dubai World Cup Gewinner Curlin – zeichneten sich auf der Rennbahn wie in der Zucht aus, so dass sie auch auf den Auktionen immer wieder Höchstpreise erzielen. Er wurde vier Mal Champion der Vaterpferde in England und Irland. Northern Dancer gilt als der bedeutendste Vererber des 20. Jahrhunderts in der Zucht des Englischen Vollbluts.
Über einen Zeitraum von 22 Jahren erzielten 174 Northern Dancer Nachkommen bei den Keeneland Sales 160 Millionen US-$. Sein Sohn Snaafi Dancer erzielte als erster Jährling einen Preis von über 10 Millionen US-Dollar, als er 1983 an Scheich Mohammed verkauft wurde.
Drei seiner erfolgreichsten Söhne – Lyphard, Nijinsky II, Nureyev – sind nach Tänzern benannt. In der Zucht besonders erfolgreiche Northern Dancer-Söhne sind unter anderen Sadlers’ Wells – u. a. Vater von Black Sam Bellamy, Galileo, High Chaparral, In The Wings, Islington, Montjeu, Old Vic, Salsabil – und Danzig, der u. a. Vater von Danehill wurde. Aber auch Vice Regent sorgt über Deputy Minister für züchterische Erfolge.